# Quièvrecourt
Quièvrecourt è un comune francese di 455 abitanti situato nel dipartimento della Senna Marittima nella regione della Normandia.

## Società

### Evoluzione demografica
Abitanti censiti